# 毛里西奥·蒙特罗
毛里西奥·蒙特罗（西班牙語：Mauricio Montero，1963年10月19日—），哥斯达黎加男子足球运动员，司职后卫。他曾代表哥斯达黎加国家队参加1990年国际足联世界杯，结果队伍止步十六强赛。